# Особа
Особа је биће (по правилу човек) које посједује одређене само себи својствене карактеристике које се називају личност чиме се разликује од свих других особа. Шта дефинише особу је предмет различитих погледа од стране различитих аутора и различитих култура у различитим периодима и земљама.